# Clash of Clans
Clash of Clans (hrv. sudar klanova, sukob klanova) ime je za besplatnu stratešku videoigru na poteze. Igru je izdala izdavačka kuća Supercell sa sjedištem u Helsinkiju, Finska i trenutno dostupna na uređajima koji rabe Apple iOS ili Google Android operacijske sustave.

## Opis igre
Igra Sukob klanova smještena je nekom fantastičnom svijetu slično Srednjem vijeku, u kojem igrač zauzima pogled s visine odnosno s ptičije perspektive koristeći grafičku tehniku 2,5D odnosno perspektivu. Igra je slična Sid Meier's Civilization i Age of Empires. Igrač ima ulogu lutkara odnosno božanstva u kojem likovi igre slijepo slušaju i izvršavaju negove/njezine naredbe.

### Tok igre i pravila
Igrač započinje igru na praznom travnatom polju koje je u većini očišćeno od šume i ostalih prepreka, 3/4 polja okruženo je šumom, dok 1/4 polja ima pristup moru ili nekoj većoj vodenoj površini. Na ovom praznom travnatom polju igrač treba izgraditi svoje naselje, stvoriti svoju obranu, otvoriti rudnike zlata te izgraditi pumpe za eliksir.
U Sukobu klanova postoje četiri osnovne tvari :
- dragulji
- zlato
- eliksir
- mračni eliksir

Za gradnju je potrebno zlato, dok za obučavanje vojske i za neke druge radnje potreban je eliksir. Ako igraču nedostaje zlata, eliskira, ili ako je potrebno ubrzati izgradnju neke zgrade, postrojenja itd. tada je moguće zamijeniti dragulje za nedostajuće zlato ili eliksir. Kroz igru je moguće brzo napredovati s draguljima koje su dostupne u malim količinama, no tvrtka Supercell omogućava igračima koji žele napredovati bržim tempom kupnju dragulja za realni novac preko interneta. Prema nekim izvještajima (2013.) tvrtka Supercell preko svojih igara Sukob klanova i Hay Day uspijeva utržiti dnevno preko USD $ 2,4 milijuna kroz prodaju raznih tvari koje omogućuju napredak kroz već spomenute igre.
Nakon obučavanja vojske (za koje je potreban eliksir) igrač može krenuti u vojni pohod protiv drugih igrača koji se nalaze u istoj kategoriji kao i oni. Kroz tok sukoba, napadačka vojska kupi pljen (zlato i eliksir) i čini štetu na građevinama i infrastrukturi sela/grada na koje se vrši napad. Ako napadačka vojska uspije napraviti 50% i više štete ili uništi protivnikovu glavnu zgradu (town hall), tada ta vojska dobiva trofeje. Ako napadački igrač ne prijeđe prag od 50% štete ili ne uništi glavnu zgradu u svom napadu, tada mu se oduzimaju trofeji. Za uništavanje 50% protivnikova sela se dobije 1 zvjezdica,  za uništavanje glavne zgrade još jedna i za uništavanje kompletnog sela se dobije 3. zvjezdica.  Sukob klanova je igra u kojoj može sudjelovati više igrača u isto vrijeme/odnosno stvarnom vremenu preko internetske mreže.

## Klanovi
Igrači se udružuju u klanove kako bi se mogli boriti u ratu klanova i primati i davati vojnike.
Da bi se udružio u klan moraš imati klanski dvorac koji dobiješ tako da slomljeni klanski dvorac popraviš s 10 000 zlata. 
Rat klanova je rat u kojem se klanovi bore i pobjednik je onaj klan koji je skupio više zvjezdica u napadima, a svaki igrač ima dva napada kako bi prikupio čim više zvjezdica. Pobjednik dobije nagradu u obliku iskustvenih bodova za podizanje razine klana (eng. experience), zlata i eliksira, a dok gubitnici dobivaju samo mali dio onoga što su zaradili (za svaki uspješan napad dobiva se zlato i eliksir). U klanu se može tražiti od drugih igrača u klanu da doniraju vojnike pa i ti možeš davati njima što daje iskustvene bodove. Isto tako moguće je u realnom vremenu slati poruke unutar nekog klana. SuperCell održava tablice za svaki klan, koje svi korisnici igre mogu pregledati.

## Likovi
Dolje su navedeni samo neki od likova koji se pojavljuju u igri Sukob klanova:
- Graditelji
- Barbari (Barbarians)
- Strijelkinje (Archers)
- Divovi (Giants)
- Goblini (Goblins)
- Razbijači zidova (Wall breaker)
- Iscjelitelji (Healers)
- Baloni (Balloons)
- Zmajevi (Dragons)
- Čarobnjaci (Wizards
- P.E.K.K.A. (slično samuraju/ vitezu/ robotu)
- Barbarski kralj (Barbarian king)
- Streličarska kraljica (Archer queen)
- Minioni (MInions)
- Jahači veprova (Hog riders)
- Valkryries (žene s dvosjeklom sjekirom)
- Golems ("hodajuće stijene")
- Vještice (Witches)
- Lavahounds (Pseta od lave)
- Baby dragons (zmajevi bebe)
- Bowlers (kuglači)
- Miners (Rudari)
- Grand Warden

Svi likovi imaju svoje sposobnosti: primjerice graditelj može izgraditi sve: od zgrade, obrambenog zida, topa, tornja, pumpe za eliksir, ukloniti stablo, kamen itd. Barbari su ratnici koji nisu toliko inteligentni da mogu napadati ciljeve koje su od veće važnosti ili veće opasnosti za njihov opstanak. Barbari su isključivo za blisku borbu s mačevima. Strijelkinje koriste strijele, i one djeluju s udaljenosti od cilja, no isto kao i barbari nakon razvrstavanja na bojnom polju i napada na prvi cilj kasnije razvijaju svoje djelovanje autonomno bez obraćanja pažnje na vlastiti život i ne napadaju ciljeve koji ih ugrožavaju s blizine ili s daljine. Divovi i baloni su malo inteligentniji kao likovi koji kada se razvrstaju na bojnom polju isljučivo napadaju obrambene građevine. Goblini su kao i divovi inteligentniji ali oni kradu zlato,eliksir i mračni eliksir. Razbijači zidova idu na zidove i uništavaju ih. Čarobnjaci kao i zmajevi imaju tzv. splash damage koji utječe na više meta umjesto na jednu. Golemi također napadaju obrambene građevine i kada se unište, razdvoje se na 2 manja dijela. Vještice stvaraju kosture, a lavahound se kada umre razdvoji na 12 djelova. I vojnici i čarolije se mogu poboljšati u laboratoriju.

## Čarolije
Čarolije rade čarobnjaci u tvornici čarolija (spell factory).
Postoje ove čarolije:
- čarolije za munje (Lightning spell)
- čarolije za liječenje (Healing spell)
- čarolija koja povećava, ubrzava i pojačava vojnike (Rage spell)
- čarolija za preskakanje zidova (Jump spell)
- čarolija koja smrzava protivničku obranu i trupe iz klanskog dvorca (Freeze spell)
- čarolija za kloniranje vojnika (Clone spell)

## Građevine
Građevine koje se grade zlatom:
- Glavna zgrada (town hall) - Nadogradnjom se dobije mogućnost za graditi nove građevine
- Spremište eliksira (Elixir storage)
- Top (Cannon) - gađa protivničke vojnike na zemlji
- Streličarski toranj (Archer tower) - gađa vojnike u zraku i na zemlji
- Protuzračna obrana (Air defense) - gađa leteće trupe
- Čarobnjački toranj (Wizard tower) - gađa sve vojnike (zrak i zemlja)
- Minobacač (Mortar)
- Sakupljač eliksira (Elixir collector)
- Zidovi
- X-bow, puni se s eliksirom - brzo ispucavanje, gađa trupe na nebu i na zemlji
- Inferno tower (gađa trupe u zraku i na zemlji, najopasniji toranj - radi najviše štete)
- Bomba
- Velika bomba (Giant bomb)
- Zračna bomba
- Zastave

Grade se s eliksirom
- Spremište zlata (Gold storage)
- Spremište mračnong eliksira (Dark elixir storage)
- Rudnik zlata (Gold mine)
- Rudnik mračnong eliksira (Dark elixir drill)
- Barake za uvježbavanje vojnika (Barracks)
- Vojni logor ( Army camp)
- Laboratorij
- Nadogradnja trupa i čarolija u laboratoriju
- Tvornica čarolija (spell factory)
- Mračne barake (Dark barracks)

Grade se s mračni eliksirom
- Barbarski kralj
- Streličarska kraljica
- Grand Warden (otključava se na town hall-u level 11., potporni heroj)